# 瓦爾特P5手槍
瓦爾特P5（Walther P5）是德國卡尔·瓦尔特运动枪有限公司生產的半自動手槍，以二戰時期著名的瓦爾特P38改進而成。

## 設計及歷史
1979年，西德警隊及聯邦調員提出換裝具有現代化保險裝置的手槍，瓦爾特的工程師隨即決定以P1的基礎作改進，造出了P5。由於其可靠的設計，P5推出後立即成為了西德各區警隊的制式手槍直至現在的德國警察，當時西德亦把剩餘的P5出口至美國民用市場。
瓦爾特P5沿用P38及P1（P38改進型）的內部設計及閉鎖系統，但加強骨架結構並加入雙後座彈簧。加長了套筒長度及改用了短槍管，為了保持準確度，在發射時槍管不會向上翹起，而是保持水平後移約5至10毫米，它採用單/雙動扳機，擊鎚釋放鈕在機匣左面。P5最獨特之處是退殼口與其他手槍相反，設於套筒左面。瓦爾特亦有推出7.65毫米魯格口徑限量訂制版本，此版本更附送原裝9毫米口徑槍管。

## 衍生型
- P5

標準型
- P5 Compact

P5 Compact（又名P5C）是P5的緊湊型版本，裝有短槍管及降低了總重量，英軍在1980年代入口了3000把並命名為L102A1（北約庫藏編號：1005-99-978-4952），裝備於北愛爾蘭的英軍14情報連。
- P5 Sport

P5 Sport是P5的運動型版本，裝有加長槍管。

## 使用國
- 芬兰
- 德国
- 愛爾蘭
- 荷蘭
- 奈及利亞
- 挪威
- 葡萄牙
- 中華民國：法務部調查局：採用型號：P5 Compact，作為調查局各外勤處站與北、中、南、東四地區機動工作組調查官之勤務用槍[3]。
- 瑞典
- 英国
- 美国